# Orden de Sion
La orden de Sion fue una orden medieval militar y religiosa fundada en Jerusalén por Godofredo de Bouillón durante la Primera Cruzada. Según una bula papal del siglo XII, tenía abadías en el Monte Sion, el Monte Carmelo, en el sur de Italia (Calabria) y en Francia. 
 Esta orden ocupó su abadía madre Notre Dame du Sion, construida sobre los cimientos del cenáculo o coelaneum apostólico hasta alrededor de 1291, año en el que cayó en poder de los musulmanes. Estaría encargada de proteger el Monte Sion, además de ser un brazo secular de la iglesia católica.
En Jerusalén, la abadía se encontraba en el Monte Sion, donde había sido construida sobre las ruinas de una antigua iglesia bizantina. La abadía permaneció durante unos 200 años, una de las muchas que pequeños grupos construyeron durante las Cruzadas. A principios del siglo XIII, la abadía fue destruida, durante una razia de las tropas musulmanas, tras la que los monjes huyeron a Sicilia.
En 1617, los monjes que todavía formaban la orden se unieron a los jesuitas.
- Datos: Q4664078